# Gregorio III di Gerusalemme
Gregorio (fl. XV secolo) è stato un arcivescovo ortodosso bizantino, patriarca di Gerusalemme nella seconda metà del XV secolo.
Incerta è la cronologia di questo patriarca, di cui non si hanno informazioni. Il suo nome è inserito nei cataloghi tradizionali dei patriarchi di Gerusalemme, tra Abramo I (1468) e Marco III (1503), con un episcopato lungo 25 anni, dal 1468 al 1493.
Questa cronologia tuttavia non si adatta ai documenti storici coevi, cosa che ha portato Venance Grumel a rivedere la serie patriarcale della seconda metà del XV secolo. Infatti, Giacomo II, che le cronotassi tradizionali pongono nel 1460, sarebbe morto nel 1482, mentre Marco III sarebbe documentato già nel 1489. Grumel ammette l'esistenza del patriarca Gregorio III, ma senza riferimenti cronologici precisi. Anche per Panchenko, non è possibile, allo stato attuale, isolare date specifiche per il patriarcato di Gregorio III.